# Xanny
"Xanny" é uma canção da cantora americana Billie Eilish, contida no seu álbum de estreia When We All Fall Asleep, Where Do We Go? (2019). Foi composta por Eilish e seu irmão, Finneas O'Connell, que também produziu. A faixa foi certificada em ouro no Canadá e alcançou o número 35 na Billboard Hot 100. Também alcançou o número 10 na Austrália, 26 no Canadá, 22 na Nova Zelândia, 35 na Noruega, 32 na Suécia, 48 na Holanda, 91 na Itália, 99 na Itália, 99 na Irlanda e 189 na França. Em novembro de 2019, a cantora anunciou o lançamento de um videoclipe para a música. O videoclipe da música foi lançado em 5 de dezembro de 2019.

## Vídeo musical
Eilish lançou o videoclipe auto-dirigido de "Xanny" em 5 de dezembro de 2019. No vídeo, uma Eilish de cabelos castanhos está sentada em um banco durante a maior parte do vídeo, pois ela atua como um cinzeiro quando as mãos são desencarnadas queimando pontas de cigarro em seu rosto.

## Créditos
Créditos adaptados do Tidal e as notas principais de When We All Fall Asleep, Where Do We Go?.
- Casey Cuayo - assistente de mixagem, pessoal de estúdio
- John Greenham - engenheiro de masterização, pessoal de estúdio
- Rob Kinelski - mixagem, pessoal de estúdio
- Billie Eilish O'Connell - vocal, compositora, letrista
- Finneas O'Connell - produtor, compositor, letrista

## Desempenho nas tabelas musicais

### Posições
| Tabela musical (2019)              | Melhor posição |
| ---------------------------------- | -------------- |
| Austrália (ARIA)                   | 10             |
| Canadá (Canadian Hot 100)          | 26             |
| Holanda (Single Top 100)           | 48             |
| França (SNEP)                      | 189            |
| Alemanha (Official German Charts)  | 78             |
| Itália (FIMI)                      | 91             |
| Nova Zelândia (Recorded Music NZ)  | 22             |
| Noruega (VG-lista)                 | 35             |
| Portugal (APF)                     | 34             |
| Suécia (Sverigetopplistan)         | 32             |
| Estados Unidos (Billboard Hot 100) | 35             |

## Certificações e vendas
| Região                                                                                             | Certificação | Vendas  |
| -------------------------------------------------------------------------------------------------- | ------------ | ------- |
| Canadá (Music Canada)                                                                              | Ouro         | 40,000^ |
| *números de vendas baseados somente na certificação ^distribuições baseadas apenas na certificação |              |         |